# Аценафтилен
Аценафтилен (трицикло-[6.3.1.04,12]-додека-1(12),2,4,6,8,10-гексаен) — полициклический ароматический углеводород.

## Свойства
Аценафтилен представляет собой жёлтые кристаллы, нерастворимые в воде, но растворяющиеся в органических растворителях. Имеет высокую летучесть.
Благодаря наличию двойной связи аценафтилен способен полимеризоваться при 150—200°С с образованием полиаценафтилена. Он также образует сополимеры, в частности, с метилметакрилатом, стиролом и винилацетатом. Полимеризацией сопровождаются также реакции гидрирования, нитрования и сульфирования аценафтилена.
Способен легко реагировать с диенами, например, с бутадиеном образует продукт, дегидрирование которого приводит к флуорантену.

## Нахождение в природе и получение
Аценафтилен обнаруживается в продуктах переработки сланцев, каменноугольной смоле и тяжёлой смоле пиролиза углеводородов. Синтез аценафтилена заключается в дегидрировании паров аценафтена при атмосферном давлении в присутствии воздуха или инертных разбавителей при температурах 300—600°С на катализаторах (например, оксид алюминия с оксидом марганца(III). Лабораторный метод состоит в сплавлении аценафтен-3-сульфокислоты или аценафтен-5-сульфокислоты со щелочами.

## Применение
Аценафтилен используется как антиоксидант в получении полиолефинов и синтетических каучуков, а также как сополимер в производстве полимеров, углеводород-формальдегидных и углеводород-фенолоформальдегидных смол.